# Agesistratos
Agesistratos war ein griechischer Mechaniker des 1. vorchristlichen Jahrhunderts. Sein verloren gegangenes Werk über den Bau von Kriegsmaschinen war die Grundlage für die Arbeiten Vitruvs und Athenaios’.